# Ökumenischer Kirchentag 2003

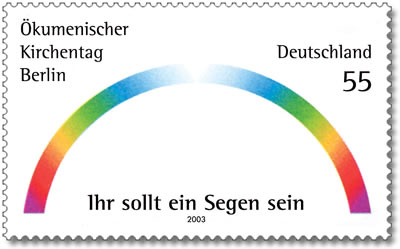
Deutsche Briefmarke von 2003

Vom 28. Mai bis zum 1. Juni 2003 fand in Berlin der erste Ökumenische Kirchentag im heutigen Sinne statt, schon 1971 war Augsburg Ausrichter des Ökumenischen Pfingsttreffens gewesen.

## Vorgeschichte

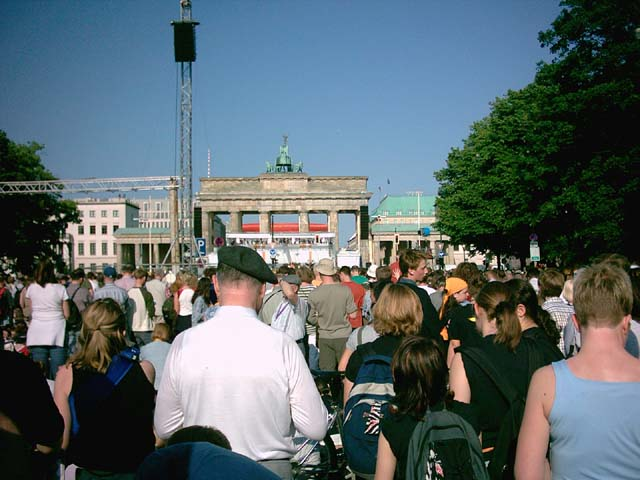
Eröffnungsgottesdienst vor dem Brandenburger Tor

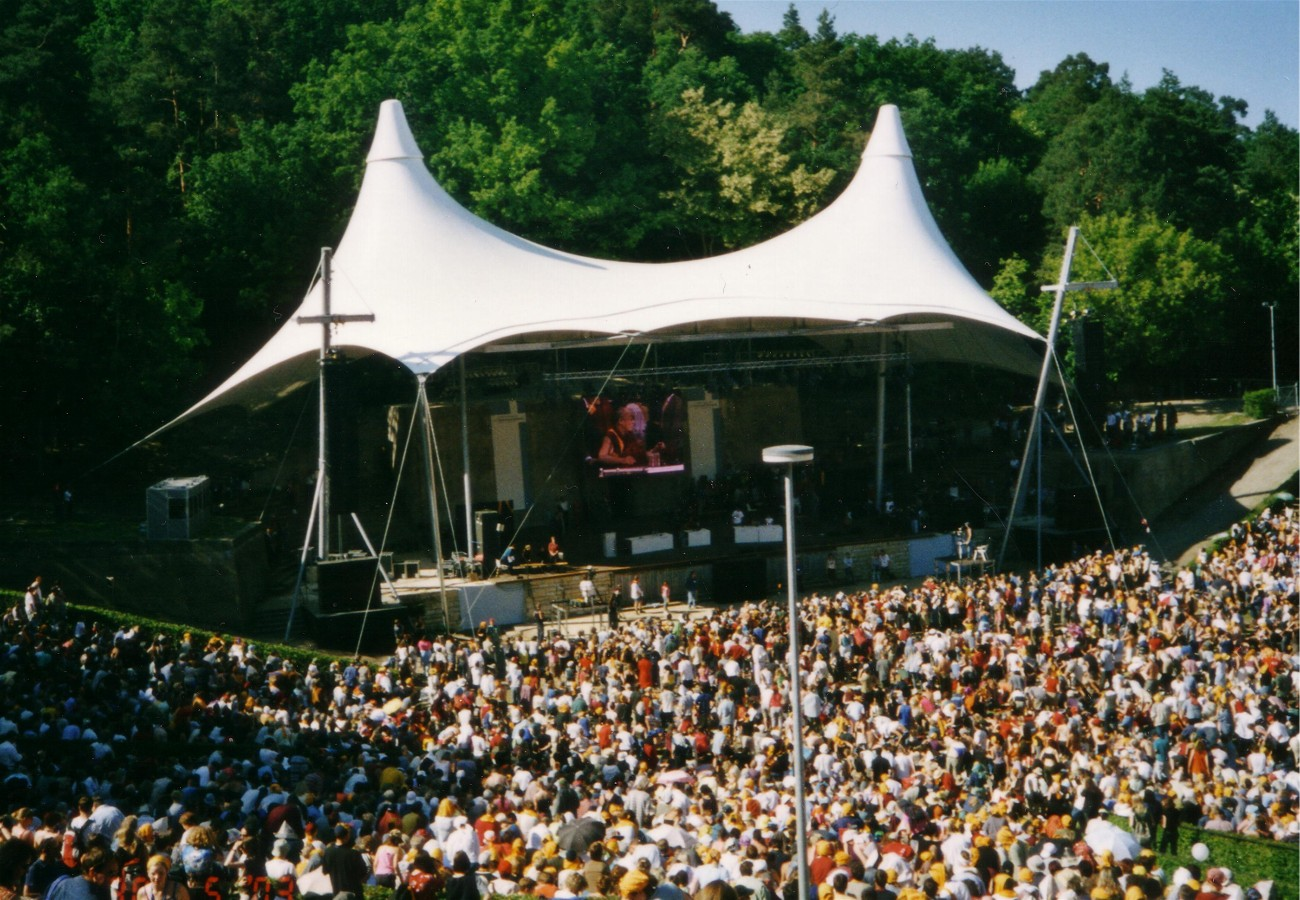
Der Dalai Lama auf der Berliner Waldbühne

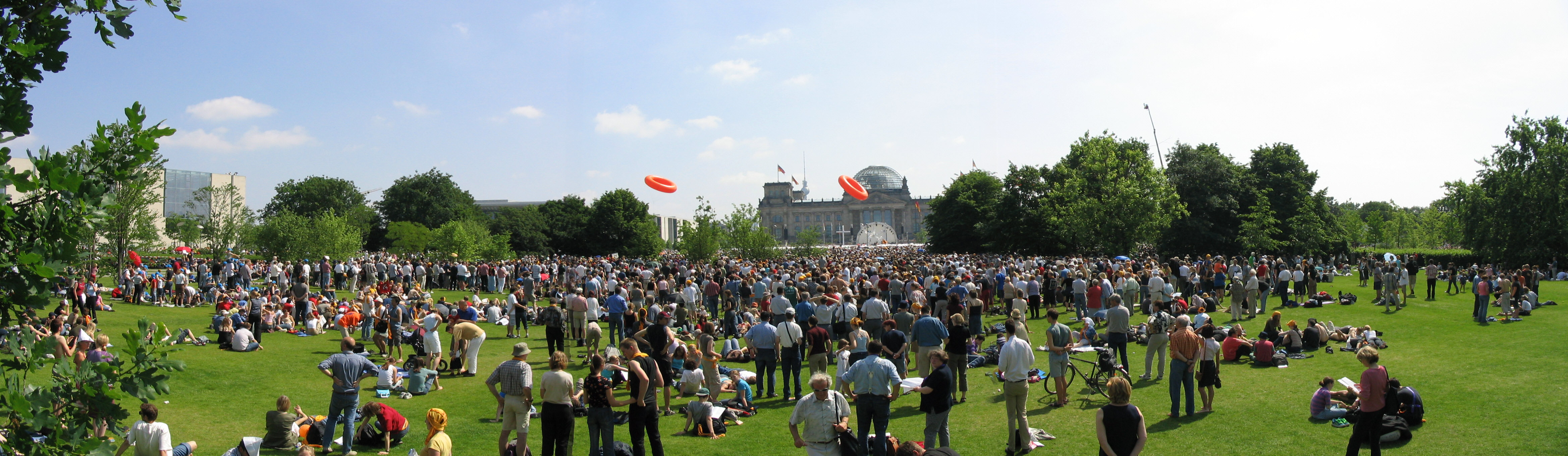
Abschlussgottesdienst vor dem Reichstagsgebäude

Am 14. November 1996 beschlossen die Präsidien des Deutschen Evangelischen Kirchentags (DEKT) und des Zentralkomitees der deutschen Katholiken (ZdK) im Zeitraum der Jahre 2002 bis 2004 einen ökumenischen Kirchentag in gemeinsamer Trägerschaft zu veranstalten. Der 1. Ökumenische Kirchentag im Jahr 2003 war somit die erste gemeinsame Veranstaltung des DEKT und des ZdKs zusammen mit Angehörigen anderer Konfessionen in der „Arbeitsgemeinschaft Christlicher Kirchen“. Die Losung des Kirchentags hieß „Ihr sollt ein Segen sein“. Evangelische Präsidentin war Elisabeth Raiser, katholischer Präsident Hans Joachim Meyer.
Die Präsidien von DEKT und ZdK hatten im Jahr 2000 in einem Grundsatzpapier die Aufgaben und Ziele des Ökumenischen Kirchentages bestimmt. Die Bibel und den Glauben an den dreieinigen Gott benannten sie als gemeinsame Grundlagen. Die Teilnehmer des Ökumenischen Kirchentages sollten Zeugnis ablegen von ihrem Glauben und trotz aller Verschiedenheit offen aufeinander zugehen. Zugleich wollten Katholiken und Protestanten miteinander ihre Verantwortung für Gesellschaft und Welt wahrnehmen und gemeinschaftlich ihre Stimme erheben, um in der Öffentlichkeit deutlich gehört zu werden.

## Ablauf und Inhalt
Nach dem Wunsch der Veranstalter sollten auf dem Berliner Ökumenischen Kirchentag auch neue Schritte auf dem Weg zur Einheit angestrebt werden. Dies erwies sich als die größte Herausforderung, was sich am Beispiel des gemeinsamen Abendmahls zeigte. Papst Johannes Paul II. bekräftigte im Vorfeld das von römisch-katholischer Seite bestehende Verbot der Interkommunion, jedoch nicht den Empfang der Kommunion durch einzelne Gläubige, die nicht der römisch-katholischen Kirche angehören. Die Initiative Kirche von unten lud Christen aller Konfessionen in die Gethsemanekirche zu zwei Abendmahlsgottesdiensten am Rande des Kirchentages ein.
Bei einem zelebrierte der emeritierte Theologieprofessor Gotthold Hasenhüttl nach römisch-katholischem Ritus und lud explizit alle Anwesenden zur Kommunion ein. Ihm wurde daraufhin die Ausübung seines Priesteramtes verboten. Im Jahre 2006 wurde ihm auch die kirchliche Lehrerlaubnis entzogen. Der andere Gottesdienst wurde nach evangelischem Ritus gefeiert; der Priester Bernhard Kroll assistierte beim Austeilen der Elemente und wurde von seinem Bischof Mixa wegen seiner Teilnahme am evangelischen Abendmahl suspendiert.
Weitgehend unbemerkt fand während des Ökumenischen Kirchentages in Berlin allerdings auch ein offizielles gemeinsames Abendmahl statt, allerdings ohne Beteiligung der römisch-katholischen Kirche. Die evangelische Bischöfin Maria Jepsen und der alt-katholische Bischof Joachim Vobbe feierten gemeinsam Eucharistie/Abendmahl, da zwischen den beiden Kirchen seit 1985 eine entsprechende Vereinbarung getroffen ist.
Im Rahmen des Kirchentages verabschiedeten Vertreter von 16 Kirchen in Deutschland am 30. Mai die Charta oecumenica in einem Festakt in der Messehalle 10. Sie enthält eine Verpflichtung zur engeren Zusammenarbeit.
Ein weiterer Höhepunkt des Laientreffens war der Besuch des Dalai Lama. 20.000 Besucher begrüßten das geistliche Oberhaupt der buddhistischen Tibeter mit minutenlangem Applaus in der Waldbühne.
Zum Kirchentag wurden über 200.000 Dauerkarten verkauft. Zum Auftakt am „Abend der Begegnung“ waren ca. 400.000 Menschen nach Berlin gekommen.
Am Abschlussgottesdienst nahmen ca. 200.000 Gläubige teil.